# Iza (ort i Colombia, Boyacá, lat 5,61, long -72,98)
Iza är en ort i Colombia.   Den ligger i departementet Boyacá, i den centrala delen av landet, 160 km nordost om huvudstaden Bogotá. Iza ligger 2 531 meter över havet och antalet invånare är 748.
Terrängen runt Iza är huvudsakligen kuperad. Iza ligger nere i en dal. Runt Iza är det ganska glesbefolkat, med 48 invånare per kvadratkilometer. Närmaste större samhälle är Sogamoso, 12,4 km norr om Iza. Trakten runt Iza består i huvudsak av gräsmarker.